# Lekcjonarz 13
Lekcjonarz 13 (według numeracji Gregory-Aland), oznaczany przy pomocy siglum ℓ 13 – rękopis Nowego Testamentu pisany uncjałą na pergaminie w języku greckim z XII wieku. Służył do czytań liturgicznych. Dawniej był znany jako Codex Colbertinus 1241 lub Codex Regius 1982.

## Opis rękopisu
Kodeks zawiera wybór lekcji z Ewangelii do czytań liturgicznych, na 283 pergaminowych kartach (37 cm na 25,7 cm). Rękopis zachował się w całości. Lekcje pochodzą z Ewangelii Jana, Mateusza i Łukasza.
Tekst rękopisu pisany jest dwoma kolumnami na stronę, 18 linijek w kolumnie, 11-14 liter w linijce. Gregory ocenił, że jest jednym z najładniejszych rękopisów. Pierwszych siedem kart pisanych jest złotem, 15 następnych cynobrem, następne karty czarnym atramentem. Zawiera ilustracje.
W Mateuszu 23,35 fraza υιου βαραχιου (syn Barachiasza) została opuszczona, w czym jest zgodny z Kodeksem Synajskim, 59, ℓ 6, ℓ 185 oraz cytatami Euzebiusza.

## Historia
Paleograficznie datowany jest na wiek XII. Rękopis pochodzi z góry Athos.
Rękopis badał Bernard de Montfaucon, Johann Jakob Wettstein, Scholz, Paulin Martin. Konstantin von Tischendorf pomylił go z ℓ 17.
Obecnie przechowywany jest we Francuskiej Bibliotece Narodowej (Fonds Coislin, Gr. 31) w Paryżu.
Rękopis jest rzadko cytowany w naukowych wydaniach greckiego Novum Testamentum Graece Nestle-Alanda (UBS3).